# Mark McCormick
Mark J McCormick (Toms River, New Jersey, 14 december 1962) is een golfprofessional.
McCormick werd in 1989 professional. Na enkele vergeefse pogingen slaagde hij er in 2012 in zich te kwalificeren voor het US Open in San Francisco. Op de dinsdag voor het US Open speelde hij een oefenronde met de eveneens linkshandige Phil Mickelson tegen twee 17-jarige amateurs, Beau Hossler en Alberto Sanchez. De jeugd won met 1up van de twee veertigers.
Hij geeft les op de Suburban Golf Club in Union, New Jersey en speelt linkshandig.